# Fabián Leboso
Fabián Leboso, vollständiger Name Luis Fabián Leboso Suárez, (* 14. Februar 1988 in Montevideo) ist ein ehemaliger uruguayischer Fußballspieler und derzeitiger Torwarttrainer.

## Karriere
Der 1,82 Meter große Torhüter Leboso entstammt der Jugendabteilung von Defensor Sporting, für die er von 2003 bis in die Spielzeit 2006/07 aktiv war. In jener Saison wird er zudem als Spieler des Club Atlético Progreso geführt, bei dem er bis ins Jahr 2010 verblieb. In der Spielzeit 2009/10 bestritt er drei Partien in der Segunda División. 2010 wechselte er zum Zweitligisten Huracán FC. In den Spielzeiten 2010/11 und 2011/12 stehen für ihn neun bzw. 18 Zweitligaeinsätze zu Buche. Zur Apertura 2014 schloss er sich dem Erstligisten El Tanque Sisley an. In der Apertura 2014 wurde er nicht in der Primera División eingesetzt. Anschließend beendete er seine aktive Karriere und übernahm die Position des Torwarttrainers der Reservemannschaft, die sogenannten Formativas, bei Defensor Sporting.